# Espineta occidental
El espineta occidental (Calamanthus montanellus) és un ocell de la família dels acantízids (Acanthizidae).

## Hàbitat i distribució
Habita el camp obert amb densa cobertura del sud-oest d'Austràlia Occidental.